# Font de la Salamandra
|  | No s'ha de confondre amb Font de la Salamàndria. |

La font de la Salamandra és una font natural situada a la capçalera del torrent de la Salamandra, a l'obaga del cim del Tibidabo de la serra de Collserola, al municipi de Sant Cugat del Vallès.
Situada sota un gran plataner, és una construcció de totxo i pedra encastada al marge, de la que surten dos brocs que rajen poquet en una pica circular. Antigament rajava 1 litre per minut.